# Хессельберг, Эдуард Грегори
Эдуард Хессельберг (Эдуард Григорьевич Гессельберг, англ. Edouard Gregory Hesselberg; 3 мая 1870, Рига, Лифляндская губерния — 12 июня 1935, Лос-Анджелес) — русско-американский пианист, музыкальный педагог и композитор.

## Биография
Родился в Риге в состоятельной еврейской семье. Его отец, Григорий (Генрих) Гессельберг (1838—1916), был купцом; мать, Сара Давидова (1848—1915), приходилась двоюродной сестрой математику А. Ю. Давидову и виолончелисту К. Ю. Давыдову. Когда он был ребёнком, семья переехала в Орёл, где он окончил классическую гимназию с золотой медалью (1878—1887). Здесь же родились его сёстры Риша (1882—1964) и Дора (в эмиграции Кора, 1884—1967), последняя — доктор медицины и выпускница Бернского университета, автор научных трудов по патологической анатомии.
Обучался игре на фортепиано под руководством матери, затем у Шустера в Кёнигсберге, Годелюка в Орле и Шостаковского в Москве. В 1892 году окончил с золотой медалью Московскую консерваторию, где занимался по классу оркестровки Бларамберга, композиции — Ильинского и Чайковского, фортепиано — Рубинштейна.
Дебютировал как солист в 1891 году с Русским симфоническим оркестром в «Dies Irae» Ф. Листа. С 1892 года гастролировал в различных городах Европы и Америки, выступал как солист с Московским филармоническим симфоническим оркестром и Санкт-Петербургским симфоническим оркестром. В 1895 году возглавил отделение фортепиано в консерватории Итаки (штат Нью-Йорк). В 1896—1900 годах заведовал отделением музыки в консерватории Денверского университета, одновременно преподавал в Денверской академии музыки и городских колледжах. В 1900—1905 годах преподавал в Уэслианском колледже в Мейконе, в 1905—1912 годах — в Колледже Уард-Белмонт в Нашвилле (Теннесси). С 1912 года — профессор по классу фортепиано Торонтской музыкальной консерватории, а также в музыкальных колледжах в Гамильтоне и Лондоне (Онтарио). В 1914 году основал собственную музыкальную школу в Торонто.
Автор многочисленных произведений для фортепиано и скрипки, а также симфонического оркестра и голоса. Большинство песен написал на слова жены — Лины Шекелфорд.
Умер в Лос-Анджелесе, похоронен вместе с родителями и сёстрами на кладбище Mount Hope в Джоплине (штат Миссури).

## Семья
- Жена (с 1898 года) — Лина Приссила (Лена Присцилла) Шекелфорд (1868—1961), дочь генерала от инфантерии Джорджа Таллаферо Шекелфорда (1837—1942).
  - Сыновья — актёры Мелвин Дуглас и Джордж Дуглас. Правнучка — актриса Илеана Дуглас.